# Sulzenauhütte
Die Sulzenauhütte ist eine Schutzhütte der Kategorie I der Sektion Leipzig des Deutschen Alpenvereins in den Stubaier Alpen am Stubaier Höhenweg in Tirol.

## Lage
Die Sulzenauhütte liegt auf einer Höhe von 2191 m ü. A. (laut BEV, bzw. 2196 m laut altem Hüttenschild) in einem Seitental des Stubaitales und ist von Anfang Juni bis Anfang Oktober geöffnet. Es gibt einen Winterraum im Haupthaus mit zwölf Lagern.
Erreichbar ist sie vom Stubaital in etwa zwei Stunden Gehzeit, wobei der Weg über die Almwiesen der Sulzenaualm führt, die in den 1980er Jahren beinahe einem großen Staudammprojekt zum Opfer gefallen wären.
Die beliebtesten Hochtouren von der Sulzenauhütte sind das Zuckerhütl (3507 m), der Wilde Pfaff (3458 m) und der Wilde Freiger (3418 m), die alle nur über Gletscher zu erreichen sind. Zum Zuckerhütl gibt es auf Grund von Steinschlag keinen offiziellen Weg mehr. Weitere als Bergtouren machbare Gipfelziele sind der Apere Freiger (3262 m), das Gamsspitzl (3052 m), der Kleine und der Große Trögler (2885 m bzw. 2902 m) sowie die Mairspitze (2781 m). 500 Meter südwestlich und etwas oberhalb der Schutzhütte liegt der Bergsee Blaue Lacke.

### Übergänge
Von der Sulzenauhütte sind direkte Übergänge zur Nürnberger Hütte (vorbei am Grünausee) über das Niederl, zur Müllerhütte, zur Hildesheimer Hütte und zur Dresdner Hütte über das Beiljoch möglich.

## Geschichte
Im Dezember 1924 verkaufte Alois Schöpf, Bauer in Pfurtschell und Urgroßvater des heutigen Hüttenpächters, eine Grundparzelle der Sulzenaualpe an die Sektion Leipzig des Deutschen und Österreichischen Alpenvereins, die dort eine Hütte errichten wollte. Die erste Sulzenauhütte wurde 1926/1927 vom Leipziger Architekten Curt Einert (1863–1928) erbaut und am 27. August 1927 eröffnet. Die Hütte besaß zwölf Betten und 24 Lager. Im August 1939 kam ein Winterhaus hinzu. Damit gab es 24 Betten und 50 Lager, was den Bau der „Münchner Stube“ als zweite Gaststube notwendig machte.
Nach dem Verbot des gesamten Alpenvereins 1945 durch die Alliierten wurde der DAV 1952 nur in der Bundesrepublik wiedergegründet, in der DDR erfolgte keine Neuzulassung mehr. Deshalb wurde im Jahr 1953 eine Leipziger Exilsektion des DAV mit Sitz in Wuppertal, später in München, ins Leben gerufen. Die Sulzenauhütte konnte so durch Unterpachtvertrag ab 1956 wieder betrieben werden. Am 5. April 1975 wurden jedoch das Winterhaus der Hütte vollständig und das Haupthaus zu zwei Dritteln von einer Lawine zerstört. Unter Einbeziehung der Reste der alten Hütte  (Leipziger und Münchner Stube) wurde am selben Platz nach modernen Gesichtspunkten durch die Sektion Leipzig in München eine neue Hütte errichtet und 1979 nach dreijähriger Bauzeit wiedereröffnet. Die neue Hütte soll durch ihr langes Flachdach aus Stahlbeton vor neuerlichen Zerstörungen bei Lawinenabgängen geschützt sein.
Nachdem die am 29. Dezember 1989 in Leipzig wiedergegründete Sektion Leipzig am 25. Mai 1990 in den DAV aufgenommen worden war, benannte sich die Sektion Leipzig in München 1995 zur Sektion Sulzenau um. Mit dem Anschluss der Sektion Sulzenau als Ortsgruppe an die Sektion Leipzig konnte die Sulzenauhütte zum 1. Januar 2008 wieder vom Leipziger Alpenverein übernommen werden.

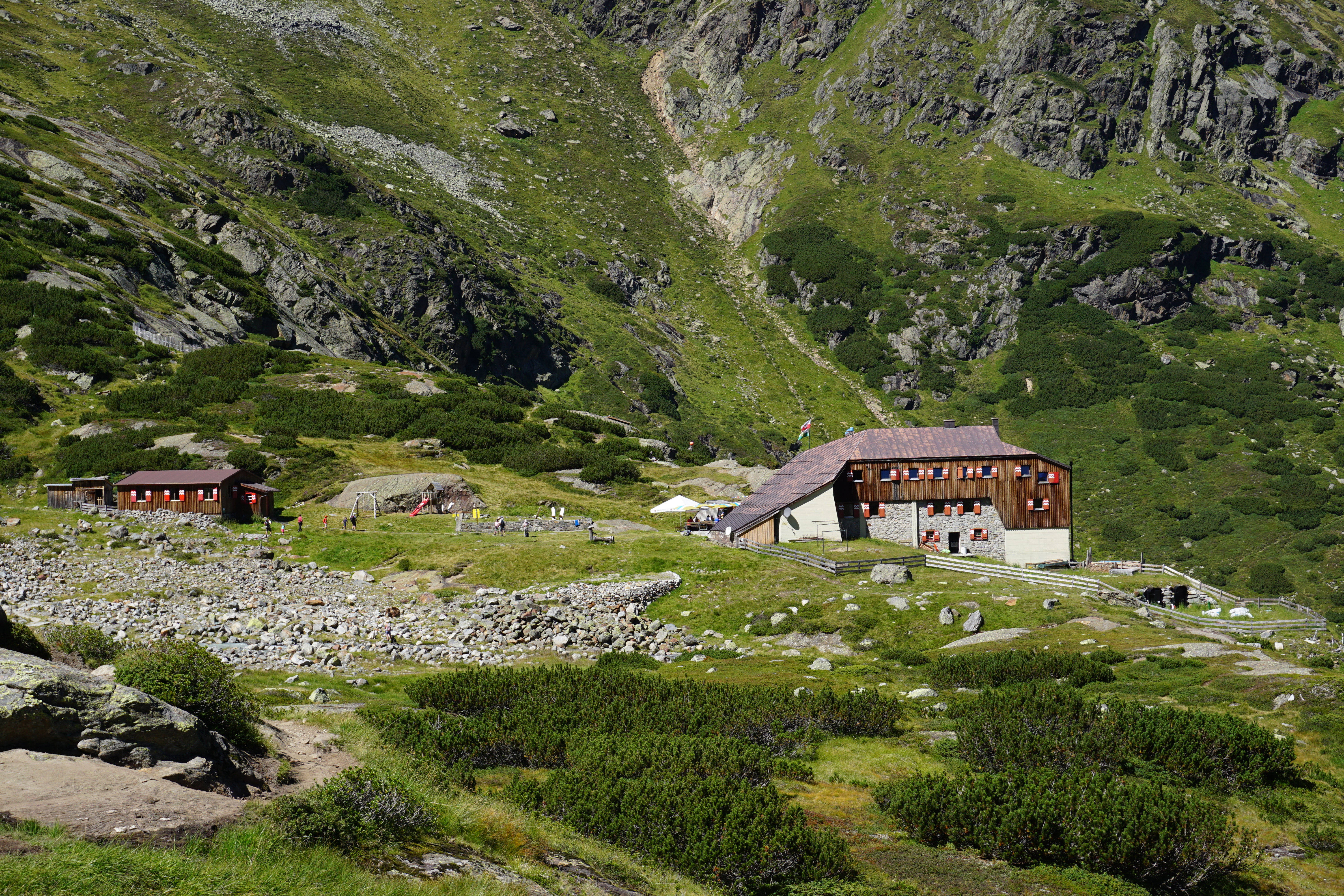
Modernisiertes Haupt- und Nebengebäude

2014/15 wurde die Sulzenauhütte modernisiert.